# Oberes Tor (Merkendorf)
Das Obere Tor in der Hauptstraße der Stadt Merkendorf im Fränkischen Seenland (Mittelfranken) ist Teil der Stadtbefestigung.

## Bau
Das Obere Tor ist ein zweigeschossiger Bau mit Mansarddach und geht im Kern auf das 15. Jahrhundert zurück. Es wurde, wie das Untere Tor und das Taschentor im 18. Jahrhundert barock umgebaut.
Das Tor hatte wie die anderen Tore Merkendorfs ein Torwachhaus, das wegen des hohen Verkehrsaufkommens in der Mitte des 20. Jahrhunderts abgebrochen wurde, um durch die Stadtmauer einen Fußgängerdurchgang zu brechen.
Im Tor befindet sich eine Wohnung, die die Stadt vermietet und in der früher der Stadttürmer seine Wohnung hatte. Das Obere Tor grenzt an die ehemalige Lateinschule.